# Джецун Пема Вангчук
Джецун Пема Вангчук (англ. Jetsun Pema Wangchuck; нар. 4 червня 1990, Тхімпху) — дружина Джігме Кхесар Намг'ял Вангчука, п'ятого короля Бутану.

## Біографія
Вона друга з п'яти дітей у сім'ї. Її батько працює пілотом на комерційних авіалініях, а Пема Дечен — дружина другого короля Бутану Джігме Вангчука — її двоюрідна бабуся.
Початкову освіту отримала в Індії. Зараз навчається в лондонському Regent's College за фахом «міжнародні відносини». Крім рідної мови дзонг-ке, володіє англійською та гінді.

### Весілля
Весілля короля Бутану і Джецун Пема відбулося 13 жовтня 2011 року в Пунакха-дзонгу. Королівське весілля пройшло згідно зі складним буддійським церемоніалом.